# RMON
RMON(The Remote Network Monitoring)은 SNMP의 확장형태로, 네트워크 곳곳에 설치되어 있는 장비로부터 오가는 트래픽을 분석하고 감시할 수 있다. RMON MIB(Management Information Base)는 RFC 1757에 정의되어 있으며, SNMP management station과 RMON monitoring agent의 상호작용에 관해 기술되어 있다. Protocol Analyzers와 RMON probe들은 모니터 되는 LAN의 패킷 데이터를 수집함으로써 RMON 에이전트의 향상된 모니터링 기능을 제공한다. Probe는 SNMP를 통해 수집된 데이터를 NMS 장비에 보낸다. 또한, NMS 장비는 NetScout Managers, Optivity LAN, HP Openview 같은 응용 프로그램을 이용하여 수집된 데이터를 가공 처리하여, 완성된 리포트 형태로 보여준다.

## 중요 RFC
- RMON1: RFC 2819
- RMON2: RFC 4502
- HCRMON: RFC 3273
- SMON: RFC 2613
- Overview: RFC 3577